# George Gabriel Stokes
George Gabriel Stokes (13. srpna 1819 Skreen – 1. února 1903 Cambridge) byl irský matematik, fyzik, politik a teolog. Působil jako lukasiánský profesor matematiky na Univerzitě v Cambridge v letech 1849–1903. Je jedním ze zakladatelů hydrodynamiky a objevitelem po něm pojmenované věty integrálního počtu.
Významně přispěl ke studiu proudění, je například spoluautorem pohybové rovnice vazké tekutiny, tzv. Navierovy–Stokesovy rovnice. V oblasti diferenciální geometrie je významná Stokesova věta, v oblasti optiky Stokesův zákon (vlnová délka vyzářené fotoluminiscence je delší než vlnová délka budícího záření). Ve fyzikální soustavě jednotek CGS byl jednotkou kinematické viskozity stokes (cm2/s). Na Měsíci i na Marsu je po něm pojmenován kráter.